# 与座岳・八重瀬岳の米軍基地
与座岳・八重瀬岳の米軍基地 (よざだけ・やえせだけのべいぐんきち) は、かつて米軍が沖縄県南部の与座岳や八重瀬岳に構築し運営していたミサイル基地と弾薬庫を含む4の施設。北側から、(1) 与座岳航空通信施設(FAC6272)、(2) 与座岳サイト(FAC6273)、(3) 与座岳陸軍補助施設(FAC6274)、そして(4) 南部弾薬庫(FAC627)である。
1977年に土地が返還された南部弾薬庫をのぞき、その他はすべて航空自衛隊と陸上自衛隊に移管された。那覇空港と那覇港湾施設、那覇空軍・海軍補助施設、那覇サイト、那覇海軍航空施設、那覇ホイール地区も多く自衛隊に移管されたため、その結果、沖縄県内の自衛隊基地の多くが南部地域に集中し、先島諸島への自衛隊の拡大以前の、2003年での自衛隊利用面積428.1ヘクタールに占める割合 は79.7％となっている。

## 概要
1945年の沖縄戦当時、沖縄県南部が戦禍を逃れてきた住民であふれるなか、5月下旬にかけて日本軍が南下したために、八重瀬岳、与座岳、には「最後の死守線」が引かれ、おびただしい犠牲者をだした。生き残った住民は百名収容所などの収容所に収容され、そこからさらに北部の収容所に移送された者も多かった。住民が解放され、沖縄戦から10年後、米軍は再び与座岳や八重瀬岳の周辺を軍用地を強制接収し、ミサイル基地とそのための通信施設を建設した。住民は何も知らされないまま、冷戦時代の核兵器と隣り合わせの生活を送ることになった。

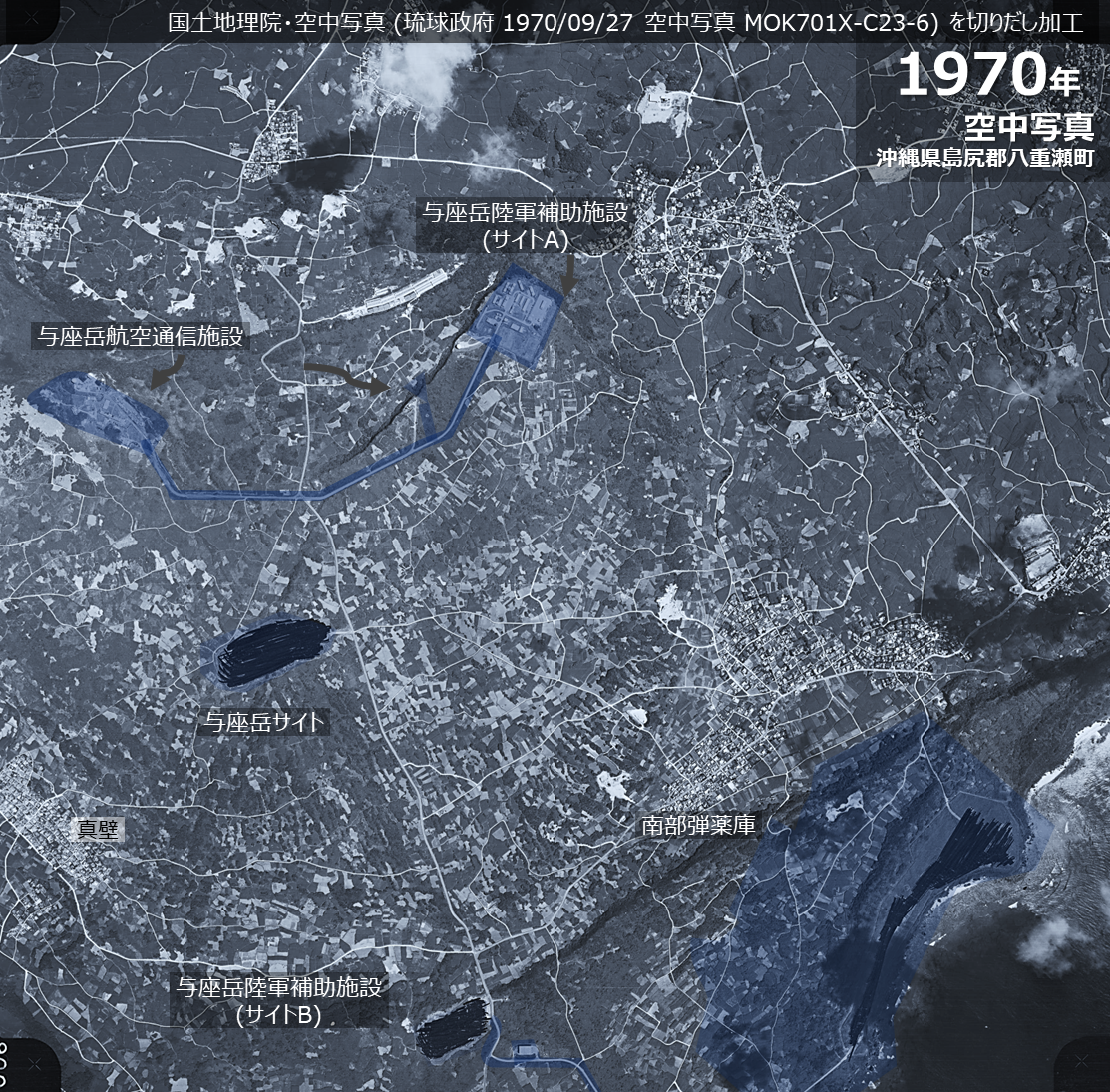
与座岳・八重瀬岳の周辺にあった米軍基地

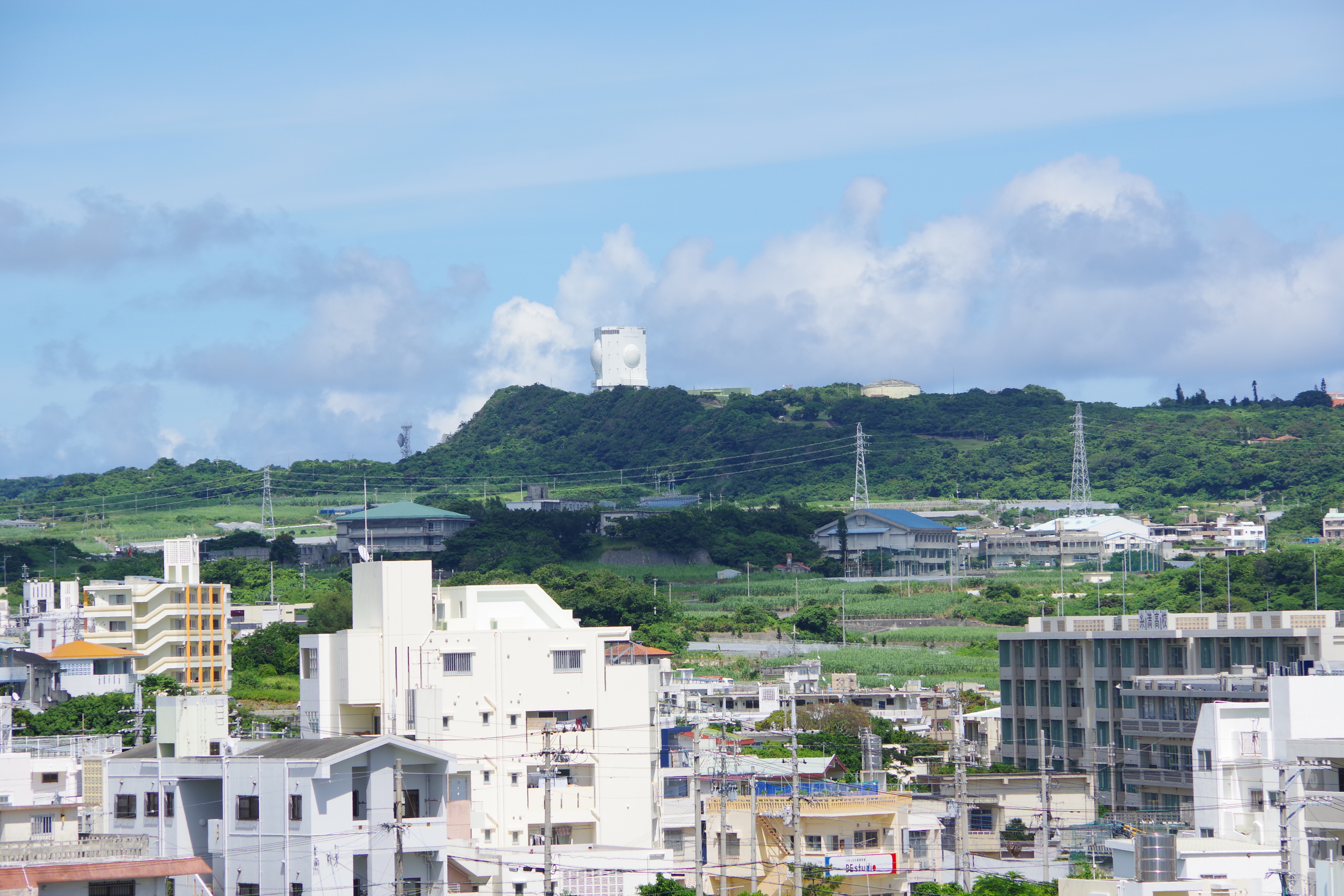
山巓毛公園から望む与座岳

|         | 与座岳・八重瀬岳の米軍基地 | 旧名称                | 1972年以降                      |
| ------- | -------------------------- | --------------------- | ------------------------------- |
| FAC6272 | 与座岳航空通信施設         | 与座岳航空通信施設    | B表: 空自与座岳分屯基地 C表     |
| FAC6273 | 与座岳サイト               | 与座岳第1陸軍補助施設 | B表: 陸自南与座分屯地           |
| FAC6074 | 与座岳陸軍補助施設         | 与座岳第2陸軍補助施設 | B表: 陸自那覇駐屯地八重瀬分屯地 |
| FAC6075 | 南部弾薬庫                 | 南部弾薬庫            | 返還                            |

## 与座岳航空通信施設

### 与座岳航空通信施設
- 与座岳航空通信施設は、与座岳西側に位置し与座岳(糸満市)側の施設と、そこから軍道でつながる富盛(東風平町) 側のアンテナ施設がある。
  - 名称: 与座岳航空通信施設 (Yozadake Air Station)
  - 場所: 糸満市、八重瀬町 (旧東風平村、旧具志頭村)

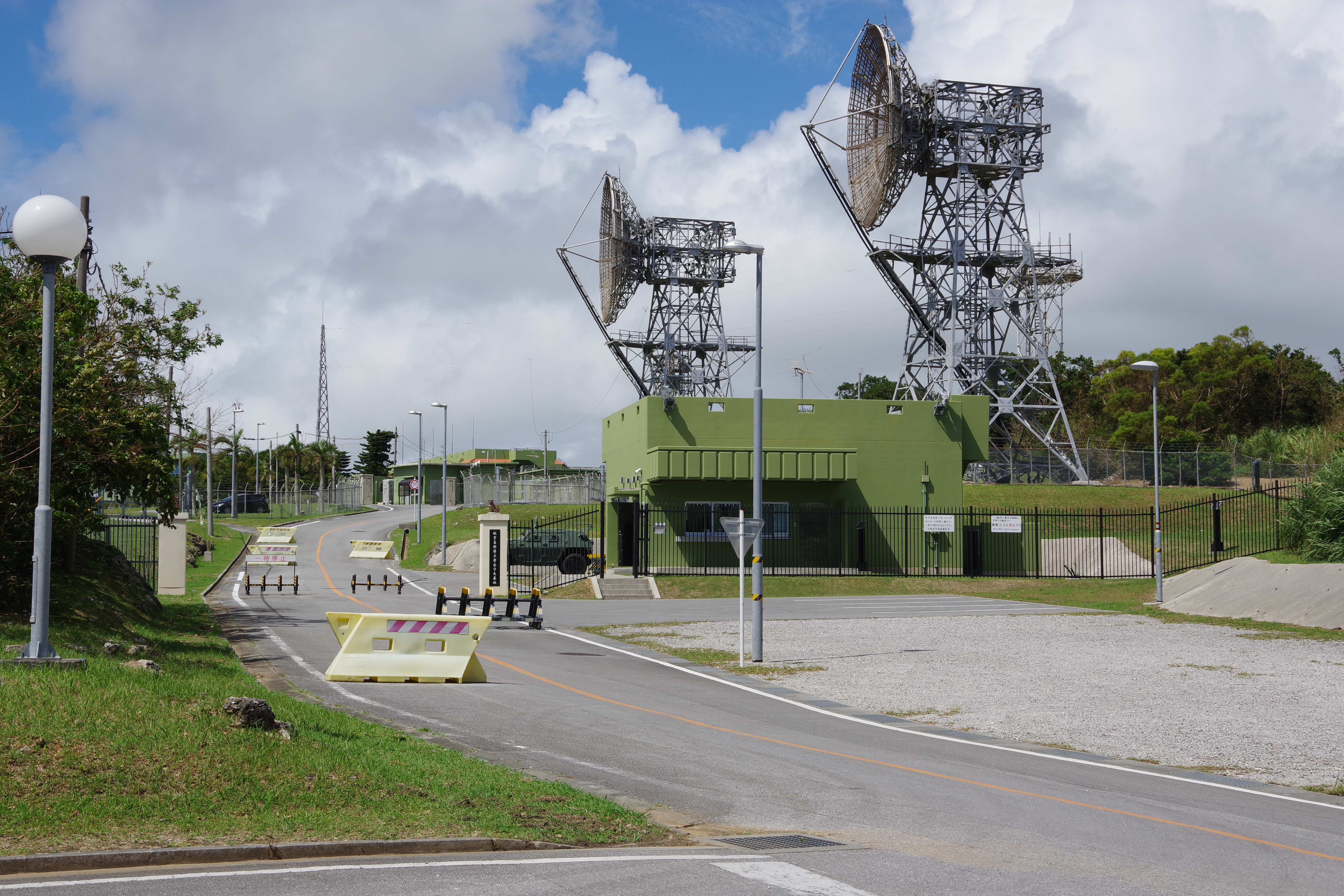
与座岳分屯基地

  - 面積: 約258,900㎡[5]
    - 糸満市: 228,000㎡
    - 旧東風平村: 41,000㎡

  - 使用目的: 航空警戒管制サイト

### 空自 与座岳分屯地へ移管
- 1972年5月15日: 沖縄返還にともない「与座岳航空通信施設」と併称変更され提供開始（使用主目的：航空警戒管制サイト）。9月20日、航空自衛隊から編成準備要員派遣され、10月1日に与座岳分遺隊 (のちの与座岳分屯基地) が編成される。11月2日、3,000 ㎡が自衛隊に移管される。
- 1973年3月31日: 156,000 ㎡返還。
- 1974年: OHレーダーの建設に着工[6]
- 1976年6月30日: 全部返還。
- 1987年2月5日: 管制施設等30㎡を地位協定2-4-(b)施設として米空軍第18航空団に提供。

航空自衛隊那覇基地与座岳分屯基地
- 管理基地名: 航空自衛隊那覇基地 与座岳分屯基地
- 使用部隊名: 第56警戒群、米空軍第18航空団第623戦術管制中隊
- 場所: 糸満市（字与座、字大里）東風平町（字富盛、字世名城）
- 面  積: 161千㎡[7]

残りの沖縄に返還された土地は糸満市側は樹園地、東風平町側はゴルフ場となっている。

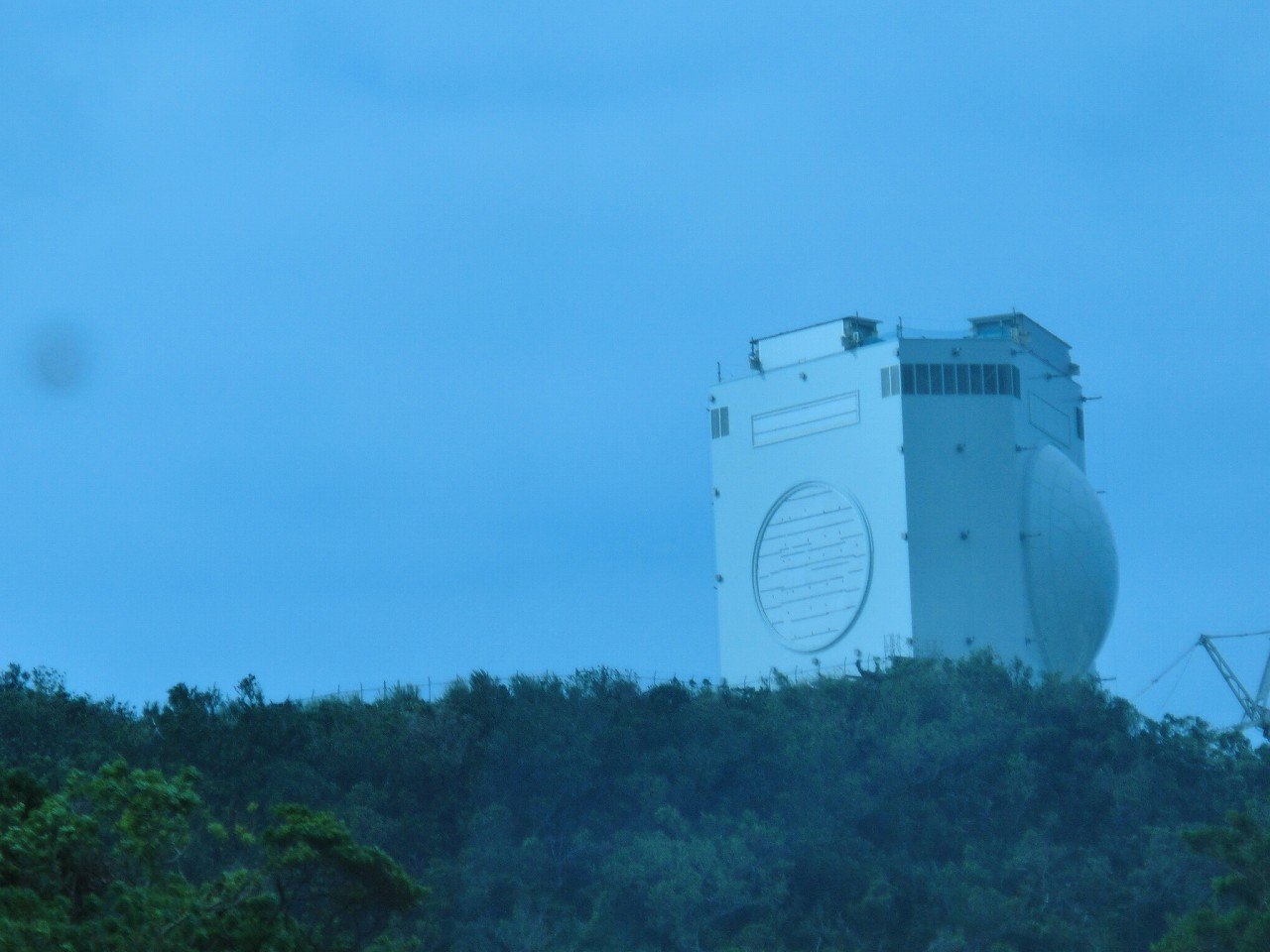
与座岳分屯基地のJ/FPS-5レーダー

### その他の事項
与座ガー(川)の接収
与座ガーは琉球王朝時代に造られたといわれる、かなりの水量を誇る湧泉で、大正時代から戦前までは製糖用の水車にも使われていた。この地元の共同体の貴重な水源である与座ガーとその周辺の土地を、米軍が基地水源として強制接収したため、土地と住む家を奪われた住民は下与座の旧高嶺製糖工場敷地跡あたりに追われ、そこで大きな集落を形成した。土地と住む家だけではなく、清浄な飲み水をうばわれた人々は、長いあいだ、残された土地と耕地と水の再配分のために、かなりの疲弊を強いられた。水源の回復までおおよそ34年の月日がかかった。
ガメラレーダー
与座岳の頂上に航空自衛隊が建てた巨大レーダーは、その形状からガメラとよばれているが、その電磁波の影響の有無が地元の住民の不安ともなっている。航空自衛隊南西航空混成団は「電磁波の強度は、国の基準に適合した数値となっており、健康への影響はない」としている。

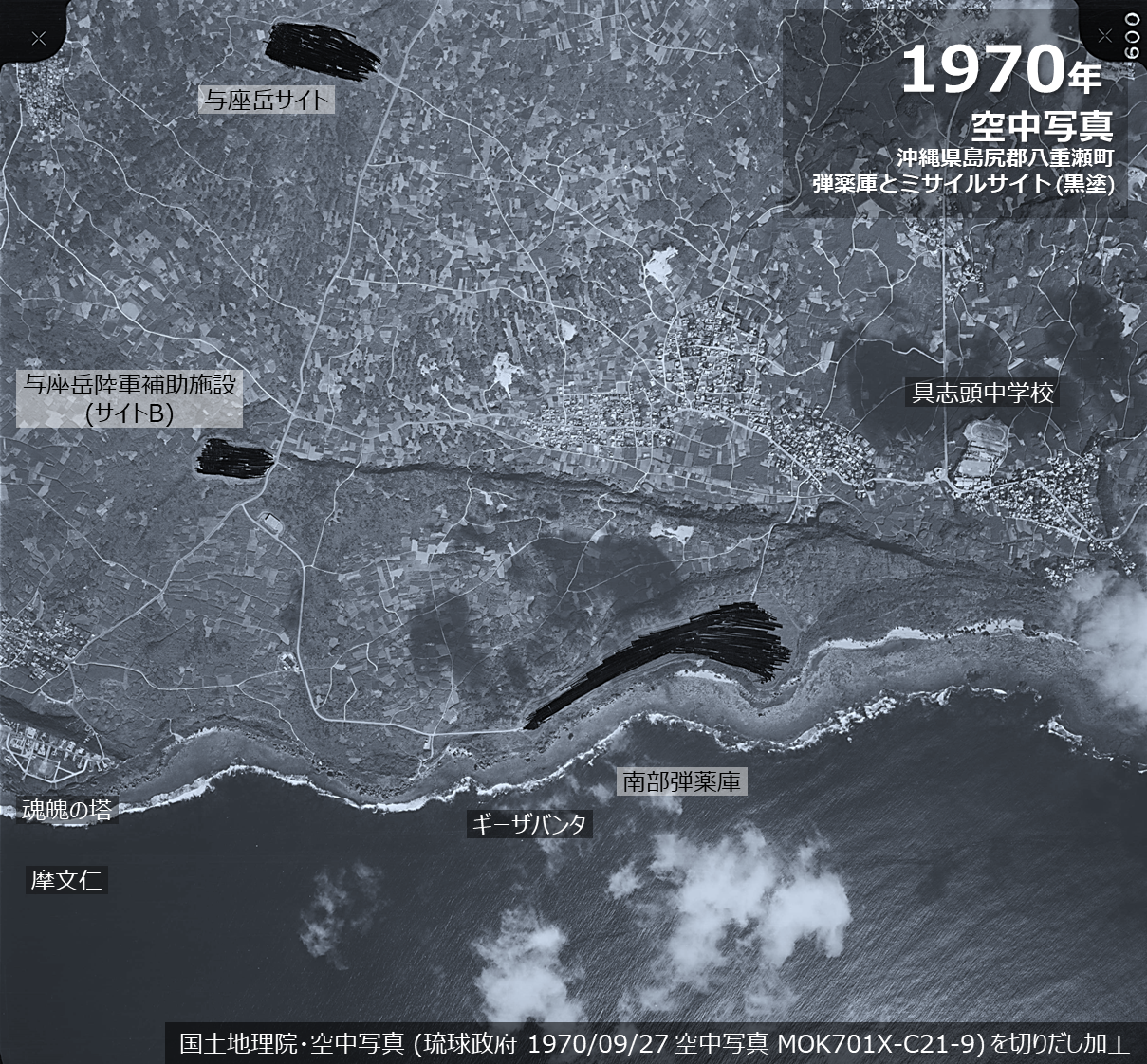
与座岳サイトの位置。

## 与座岳サイト

### 与座岳サイト
与座岳サイトは与座・八重瀬岳の丘陵台地の南側、糸満市と八重瀬町の境界線に位置する。1950年代、アメリカとソ連の核開発が激化するなかで、米軍占領下の沖縄の米軍基地への核兵器配備が急速に進められ、アメリカ陸軍はホークミサイルのミサイルサイトとして同地を接収した。与座岳陸軍補助施設の第一補助施設とよばれ、その後の沖縄返還協定了解覚書で与座岳サイトと改称された。
|         | 1972年以前の名称      | 改称               | 移管先                 |
| ------- | --------------------- | ------------------ | ---------------------- |
| FAC6273 | 与座岳第1陸軍補助施設 | 与座岳サイト       | B表-8 陸自南与座分屯地 |
| FAC6074 | 与座岳第2陸軍補助施設 | 与座岳陸軍補助施設 | B表-9 陸自八重瀬分屯地 |

- 旧称: 与座岳第1陸軍補助施設 (Yozadake Army Annex No. 1)
- 改称: 与座岳サイト (Yozadake Site)
- 施設番号: FAC6273
- 場所: 糸満市、具志頭村 (八重瀬町)、東風平村 (八重瀬町)
  - 具志頭村: 34,000㎡
  - 糸満市: 88,000㎡
- 面積: 約121,400㎡

1972年5月15日: 復帰に伴い与座岳サイトと改称し提供（使用主目的：ミサイル・サイト）。 

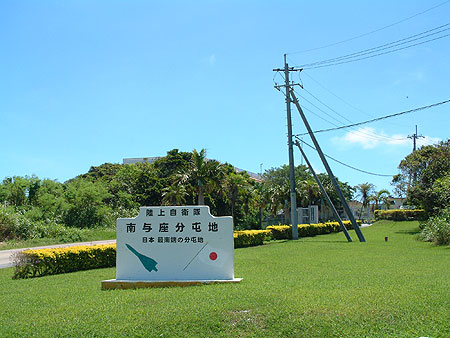

### 陸自 南与座分屯地へ移管
陸上自衛隊那覇駐屯地南与座高射教育訓練場 (南与座分屯地) への移管
- 1973年2月15日: 85千㎡が陸上自衛隊に委譲され、4月16日、南与座分屯地が開設される。
- 1974年9月30日: 132千㎡が全面返還され、その一部を陸上自衛隊が使用。

同訓練場にはホークミサイルと移動式ミサイル誘導レーダー等が装備されている。ミサイル発射訓練場がないため、年1回中隊規模で渡米し、ニューメキシコ州マックグレゴア射撃場でミサイルの実射訓練を行っている。
- 面積: 132千㎡
- 管理部隊名：陸上自衛隊第１混成団
- 使用部隊名：第６高射特科群第326高射中隊
- 建物：哨舎、庁舎、ミサイル修理工場、弾薬庫

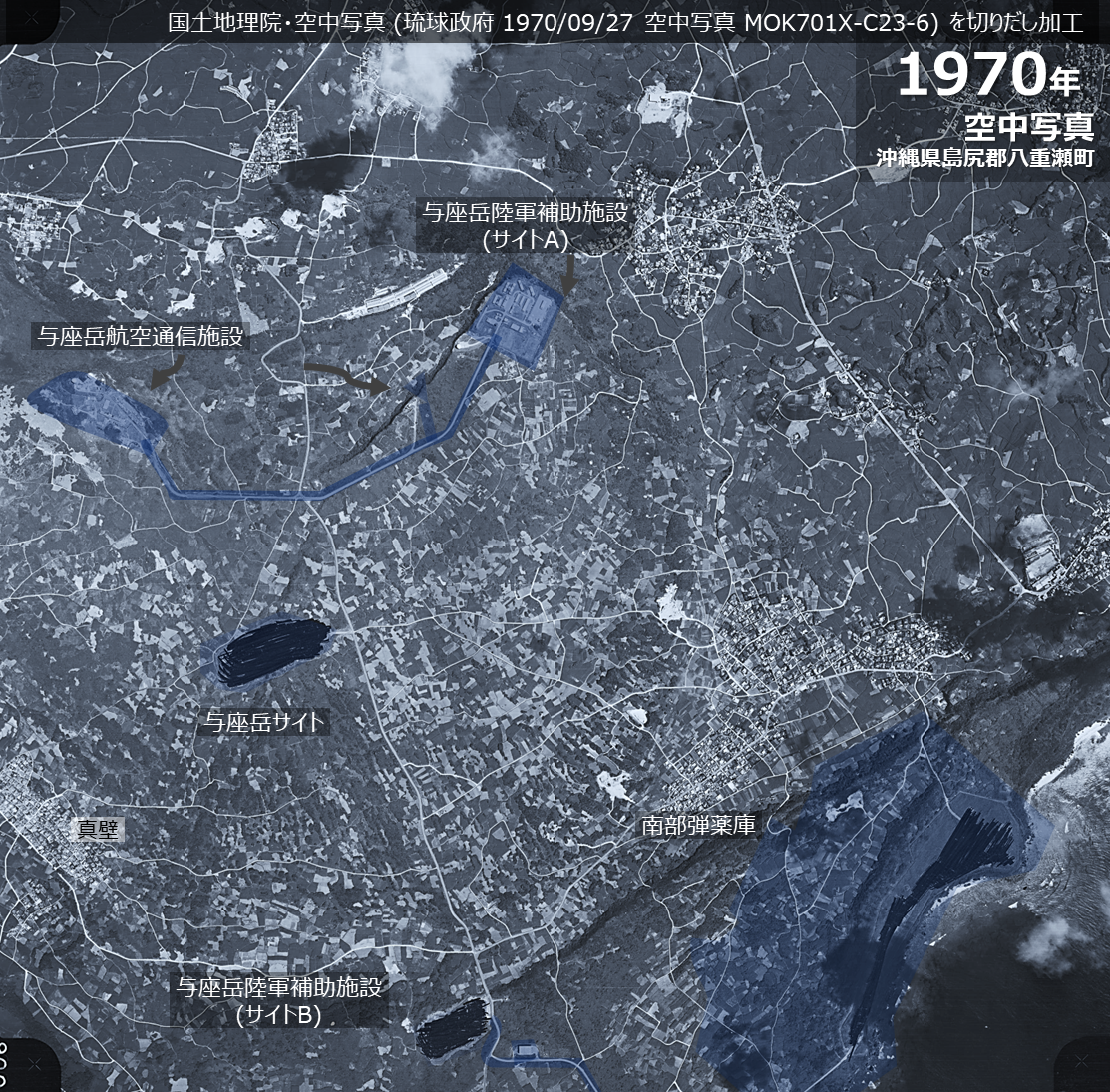
与座岳・八重瀬岳の周辺にあった米軍基地

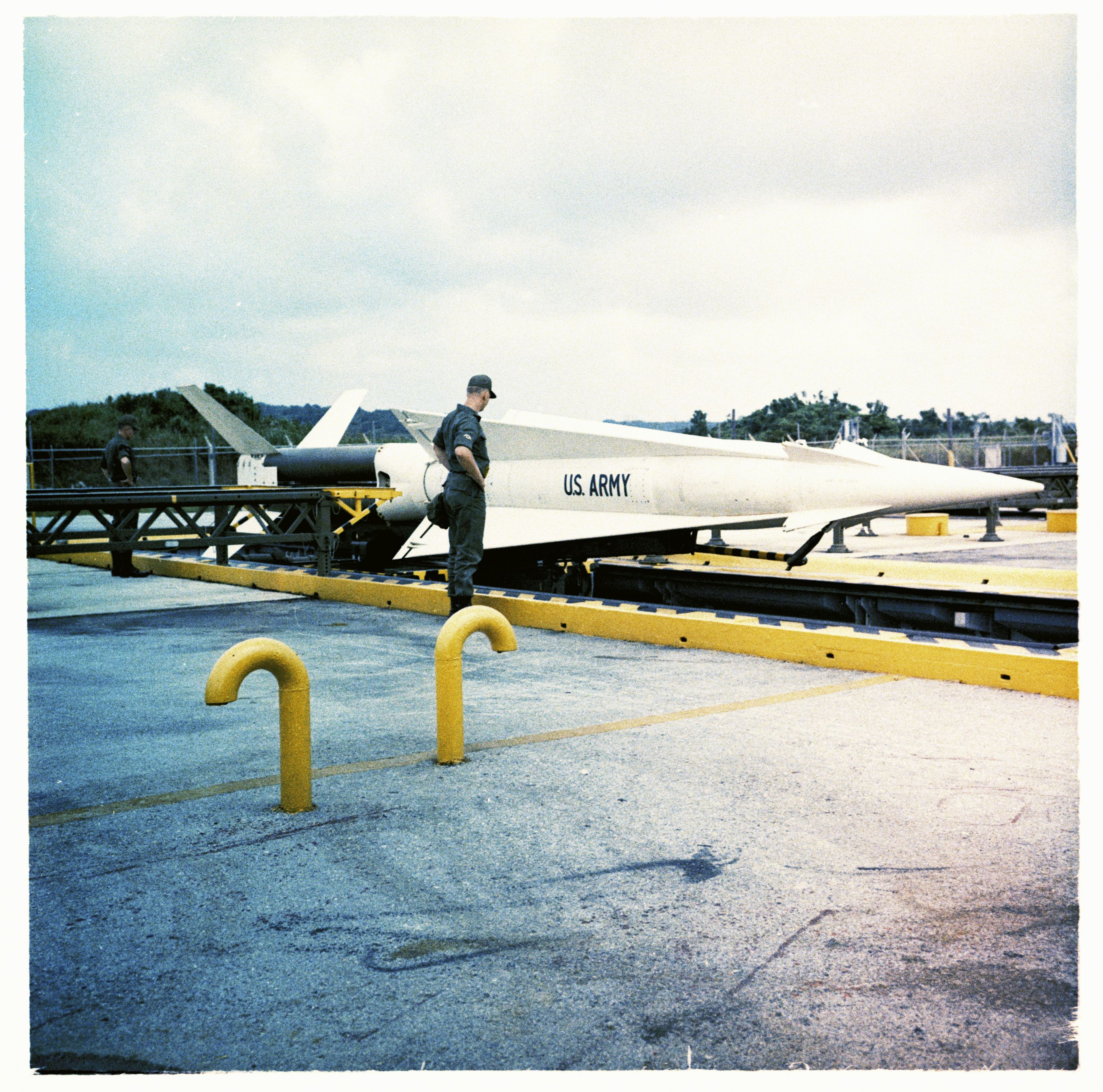
沖縄に配備されたナイキミサイル。アメリカ公文書館 1967年6月。

米陸軍第30防空砲兵旅団が与座岳第一陸軍補助施設として使用。 1961年8月、沖縄で低高度用迎撃用のホーク・ミサイル配備が始まった。ホーク基地は沖縄本島と渡嘉敷島に8ヶ所。
|   | ホーク・ミサイル                            | 備考                        |
| 1 | ボロー・ポイント射撃場 (読谷陸軍補助施設)   | 返還                        |
| 2 | 知花サイト                                  | 陸自 白川分屯地に移管       |
| 3 | 西原第二陸軍補助施設 (ホワイト・ビーチ地区) | 陸自 勝連分屯地に移管       |
| 4 | 多野岳サイト (羽地陸軍補助施設)             | 返還                        |
| 5 | 与座岳サイト                                | 陸自 南与座分屯地に移管     |
| 6 | 知念第一サイト                              | 陸自 知念分屯地 に移管      |
| 7 | 渡嘉敷島陸軍補助施設に2カ所                 | 返還 国立沖縄青少年交流の家 |

- 場所: 
  - 糸満市（字新垣、字真栄平）
  - 具志頭村（字安里、字仲座）
  - 東風平町（字世名城）

- 面積: 約121,400㎡

1972年5月15日: 復帰に伴い与座岳サイトと改称し提供（使用主目的：ミサイル・サイト）。 

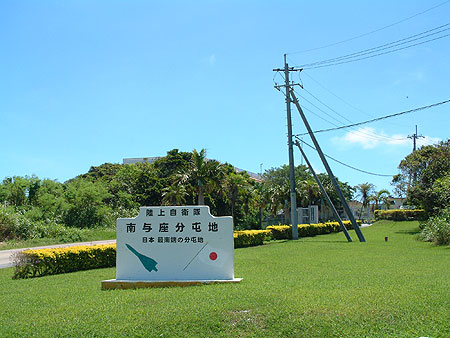

陸上自衛隊那覇駐屯地南与座高射教育訓練場 (南与座分屯地) への移管
- 1973年2月15日: 85千㎡が陸上自衛隊に委譲され、4月16日、南与座分屯地が開設される。
- 1974年9月30日: 132千㎡が全面返還され、その一部を陸上自衛隊が使用。

同訓練場にはホークミサイルと移動式ミサイル誘導レーダー等が装備されている。ミサイル発射訓練場がないため、年1回中隊規模で渡米し、ニューメキシコ州マックグレゴア射撃場でミサイルの実射訓練を行っている。
- 面積: 132千㎡
- 管理部隊名：陸上自衛隊第１混成団
- 使用部隊名：第６高射特科群第326高射中隊
- 建物：哨舎、庁舎、ミサイル修理工場、弾薬庫

## 与座岳陸軍補助施設

### 与座岳陸軍補助施設
与座岳陸軍補助施設はナイキ・ハーキュリーズのミサイルサイト。サイトAは陸上自衛隊「八重瀬分屯地」に移管され、また南側のサイトBは1974年に返還された。
|         | 旧称                  | 改称               | 備考                        | 備考                        |
| FAC6273 | 与座岳第1陸軍補助施設 | 与座岳サイト       | B表: 陸上自衛隊南与座分屯地 | B表: 陸上自衛隊南与座分屯地 |
| FAC6074 | 与座岳第2陸軍補助施設 | 与座岳陸軍補助施設 | サイトA                     | B表: 陸上自衛隊八重瀬分屯地 |
| FAC6074 | 与座岳第2陸軍補助施設 |                    | サイトB                     | 1974年9月30日返還           |

1955年: 米軍が八重瀬岳の土地接収のための測量実施を東風平村に通達、住民は接収に抵抗した。
1957年6月: 米軍によって強制接収された。米陸軍第 30 防空砲兵旅団が「与座岳第二陸軍補助施設」として使用。
- 場所: 糸満市、東風平村、具志頭村
- 面積: 約258,900 ㎡

- 与座岳陸軍補助施設サイトA: 北の山側にある施設はナイキのコントロール基地として大型レーダーや兵舎、事務所が設置された。サイトAとよばれる。
- 与座岳陸軍補助施設サイトB: 南側の具志頭側には核弾頭を搭載できるナイキ関連施設が構築された。サイトBとよばれる[13]。

1959年、核・非核両用の高高度用迎撃ミサイルのナイキ・ハーキュリーズが米国内基地と同時期に沖縄に配備されはじめる。与座は第7サイトを担っていた。
|   |           | ナイキ配備                                  | 備考         |
| 1 | 第1サイト | ボロー・ポイント射撃場 (読谷)               | 返還         |
| 2 | 第2サイト | 恩納ポイント (恩納サイト)                   | 自衛隊へ移管 |
| 3 | 第3サイト | 石川陸軍補助施設 (天願)                     | 返還         |
| 4 | 第4サイト | 西原第二陸軍補助施設 (ホワイト・ビーチ地区) | 自衛隊に移管 |
| 5 | 第5サイト | 普天間飛行場                                |              |
| 6 | 第6サイト | 知念第二サイト                              | 自衛隊へ移管 |
| 7 | 第7サイト | 与座岳サイト                                | 自衛隊へ移管 |
| 8 | 第8サイト | 那覇サイト                                  | 自衛隊へ移管 |

1969年頃: アメリカのニクソン大統領によるニクソン・ドクトリンで米軍基地の再編統合がおこなわれ、施設は事実上遊休化していた。

### 陸自 八重瀬分屯地へ移管
- 1972年5月15日: 沖縄返還にともないサイトAは陸上自衛隊与座分屯地 (のちに八重瀬分屯地に名称変更）に移管、サイトBはそのまま与座岳陸軍補助施設として残る。(使用主目的：倉庫)
- 1974年9月30日 返還、一部は陸上自衛隊が使用。

陸上自衛隊那覇駐屯地与座分屯地
- 場所: 東風平町（字富盛）
- 面積: 77千㎡
- 管理部隊名: 陸上自衛隊第１混成団
- 使用部隊名: 第６高射特科群本部及び本部管理中隊、第306高射搬送通信中隊、第107高射直接支援隊[7]

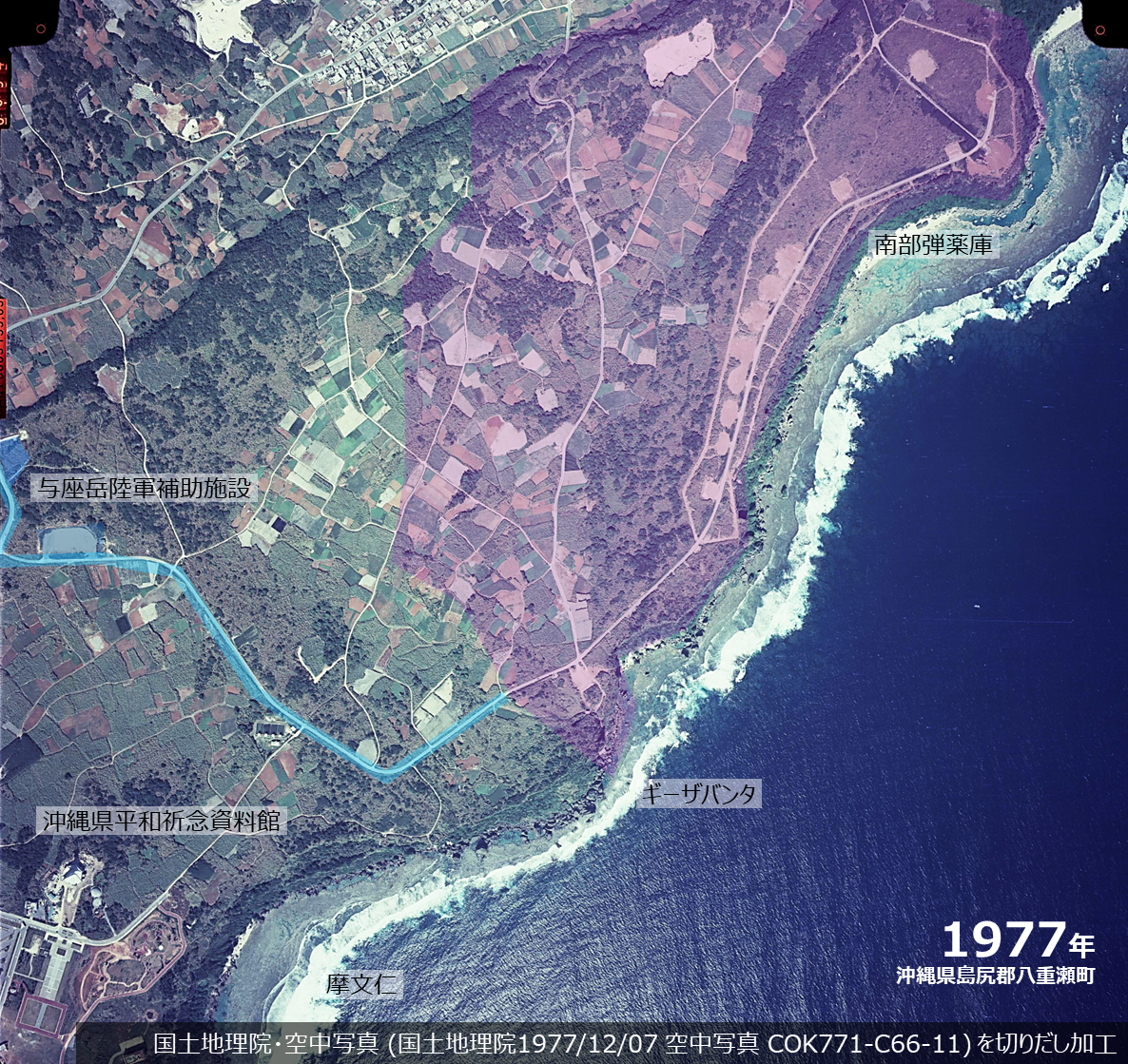
南部弾薬庫 (1977年)。南部弾薬庫は1977年に返還された。

## 南部弾薬庫
米陸軍が核兵器も含め、南部基地の弾薬庫として設立。
- 旧称: South Ammunition Storage Annex
- 改称: 南部弾薬庫 (South ammunition storage area)
- 場所: 糸満市、具志頭村
- 面積: 1,287千㎡
- 施設: 覆土式弾薬庫(7カ所)、一般弾薬庫(２カ所)、倉庫(3カ所)、警備所(4カ所)、浄水場、ポンプ場、貯水タンク(１個)
- 工作物：街燈、配電線、保安柵、アスファルト舗装道路、下水道、駐車場、等[14]

1958年2月: 米陸軍において使用開始される。 
1970年頃: ナイキの撤去に伴い、陸軍及び海軍の通常弾薬庫として使用される。 
1972年5月15日: 「南部弾薬庫」として提供開始（使用主目的は弾薬庫）。 
1973年12月頃: 陸軍が引き揚げ、海軍の弾薬庫として使用。 
1977年3月31日: 土地の返還

## 参照
- 沖縄の米軍基地